# Helsinki Open 2008
Die Helsinki Open 2008 fanden vom 7. bis zum 9. November 2008 in Helsinki statt. Es war die zweite Austragung dieser internationalen Meisterschaften von Finnland im Badminton.

## Medaillengewinner
| Disziplin    | Gold                           | Silber                       | Bronze                                  |
| ------------ | ------------------------------ | ---------------------------- | --------------------------------------- |
| Herreneinzel | Tuomas Palmqvist               | Antti Viitikko               | Markus Heikkinen                        |
| Herreneinzel | Tuomas Palmqvist               | Antti Viitikko               | Harri Helin                             |
| Dameneinzel  | Elina Väisänen                 | Noora Virta                  | Nanna Vainio                            |
| Dameneinzel  | Elina Väisänen                 | Noora Virta                  | Saara Hynninen                          |
| Herrendoppel | Kasper Lehikoinen Salim Sameon | Tuomas Nuorteva Mikko Vikman | Eetu Heino Marko Pyykönen               |
| Herrendoppel | Kasper Lehikoinen Salim Sameon | Tuomas Nuorteva Mikko Vikman | Jesper von Hertzen Iwo Zakowski         |
| Damendoppel  | Saara Hynninen Leena Löytömäki | Sofie Alm Helen Reino        | Alexandra Mikhaylova Ksenia Polikarpova |
| Damendoppel  | Saara Hynninen Leena Löytömäki | Sofie Alm Helen Reino        | Oona Seppälä Elina Väisänen             |
| Mixed        | Nikolai Ukk Ksenia Polikarpova | Raul Käsner Helen Reino      | Tuomas Nuorteva Sanni Rautala           |
| Mixed        | Nikolai Ukk Ksenia Polikarpova | Raul Käsner Helen Reino      | Antti Viitikko Elina Väisänen           |